# Baudouin II de Boulogne
Pour les articles homonymes, voir Baudouin II.
Baudouin II de Boulogne, mort en 1033, fut comte de Boulogne de 990 à 1033. Il était fils d'Arnoul III, comte de Boulogne.
En 990, il partagea les domaines de son père avec ses deux frères et reçut le comté de Boulogne.
Il profita de la minorité de Baudouin IV de Flandre pour s'émanciper de sa suzeraineté, mais celui-ci cherchera par la suite à regagner le terrain perdu. Baudouin IV attaqua Baudouin de Boulogne et son frère Arnoul de Ternois qui est tué en 1017. La lutte continua entre les deux Baudouin et Baudouin de Boulogne est tué en 1033 par Enguerrand Ier de Ponthieu lors d'un affrontement.
Il avait épousé Adélaïde de Frise († 1045), fille d'Arnould, comte de Frise Occidentale et de Luitgarde de Luxembourg. Ils ont eu :
- Eustache Ier (v. 995 † 1049), comte de Boulogne.

Sa veuve se remaria à Enguerrand Ier, seigneur de Ponthieu, qui prit alors le titre de comte.

## Source
- Alain Lottin, Histoire de Boulogne-sur-Mer [détail des éditions].
- Andrew Bridgeford (trad. Béatrice Vierne), 1066, l’histoire secrète de la tapisserie de Bayeux, Éditiond du Rocher, coll. « Anatolia », 2004 (réimpr. 2005) [détail des éditions] (ISBN 2-268-05528-0), p. 386.